# Leptotarsus (Macromastix) alexanderi
Leptotarsus (Macromastix) alexanderi is een tweevleugelige uit de familie langpootmuggen (Tipulidae). De soort komt voor in het Australaziatisch gebied.